# 1953年伊朗政變
1953年伊朗政變（在伊朗又稱莫爾達德月28日政變）是指由英國和美國情報機關在1953年8月19日策動推翻伊朗王國民選首相穆罕默德·摩薩台的政變，美國中央情報局代號為阿賈克斯行動。政變使沙阿穆罕默德·禮薩·巴列維由立憲君主變成倚賴美國支持在位的當權人物，直至1979年2月被推翻。
1951年，領導伊朗國會內民族主義議員的摩薩台提出的國有化伊朗石油產業議案得到國會幾乎一致的通過。過往伊朗的石油一直由英屬的英伊石油公司控制，伊朗民眾對英伊石油公司的不滿始於1940年代後期，大部分伊朗民眾和政治人物都認為英伊石油公司是大英帝國主義的遺物，剝削伊朗的利益。縱使摩薩台受到普遍民眾的支持，英國還是不願意為她在海外最有價值的資產妥協，並挑動全球杯葛伊朗石油，對伊朗經濟施加壓力。起初，英國企圖軍事佔領當時世界最大的煉油廠阿巴丹煉油廠，但英國首相艾德禮選擇加緊經濟抵制，同時動用伊朗間諜暗中顛覆摩薩台政府。雖然美國前任總統杜魯門反對在伊朗策動政變，但隨著英美兩國政府越趨保守，英國首相溫斯頓·丘吉爾及美國總統德懷特·艾森豪決定要推翻伊朗政府。
英美兩國扶植法茲盧拉·扎赫迪為首相組成軍政府取代摩薩台。在兩國情報機關的策劃下，沙阿頒佈了法令罷免摩薩台，任命法茲盧拉·扎赫迪為首相。美國中央情報局成功迫使弱勢的沙阿參與政變，同時收買惡霸、教士、政客及伊朗軍官發動對摩薩台政府的宣傳戰。在8月15日至16日晚間，內馬圖拉·納西里（Nematollah Nassiri）上校試圖逮捕摩薩台但失敗被捕，沙阿在翌日逃離國家。8月19日，美國中情局收買的一批暴民來到摩薩台的宅邸。根據已經解密的美國中情局文檔顯示，德黑蘭最令人畏懼的一些暴民接受該局收買，在8月19日發動暴亂，另一些人則由巴士和卡車運送到德黑蘭，佔領各個街區，衝突導致800人喪生。摩薩台被捕，經過軍事法庭審訊後以叛國罪作出判決。1953年12月21日，摩薩台被處以三年徒刑，及後被軟禁家中直至逝世。摩薩台的支持者也遭到圍捕、監禁、拷問及處死。
巴列維在政變往後的26年裡作為民主的君主統治國家，直至1979年被蘇聯支持的革命推翻。美國推翻伊朗民選政府所得的實際利益包括伊朗的石油財富，並且堅決制止了伊朗政府投向蘇聯的可能性，後者的動機引起了史學家的爭議。美方持續支持沙阿，幫助沙阿訓練他的秘密警察組織薩瓦克。該政變被認為造成伊朗和中東的反美情緒高漲。1979年發生的回教顛覆廢黜了親西方的沙阿，建立持反西方的伊朗伊斯蘭共和國。

## 背景

### 19世紀
19世紀，俄羅斯向南擴張到高加索地區和中亞地區，開始與伊朗北部接壤；而英國亦控制整個印度次大陸，與伊朗東南部接壤，並以圖控制波斯灣，位於英俄之間的伊朗成為了兩個帝國的積極拉攏對象。英國和法國在1801年至1814年間與伊朗簽訂條約阻撓俄羅斯的擴張。在1804年至1813年及1826年至1828年間，與沙俄爆發的戰爭使伊朗割讓了大片的土地予俄羅斯，形成的邊界一直維持至蘇聯解體。英國則在1856年至1857年在阿富汗與伊朗作戰，阿富汗取得了獨立。1892年，英國外交官喬治·寇松形容伊朗是「棋盤上的棋子，正在進行著掌控世界的博弈」。
1872年，路透社創辦人保羅·路透與沙阿納賽爾丁·沙會面，他同意資助沙阿即將到訪歐洲，以換取波斯（禮薩汗在1935年更改國名為伊朗）作出讓步，使路透「有權設立國家銀行、興建鐵路、電報線及工廠，以及開發伊朗的礦產資源」。不過，由於受到俄國和波斯民眾的暴力反對，沙阿給予的讓步沒有得到確切的實行。

### 石油產業的早期發展
1901年，穆扎法爾丁·沙將石油勘探權轉讓給英國商人威廉·諾克斯·達西（William Knox D'Arcy）。根據記者出身的史學家斯蒂芬·金策（Stephen Kinzer）所說，達西向伊朗政府支付20,000英鎊，並承諾平分股份，伊朗政府在未來可以分得16%的利潤。不過史學家埃爾韋爾-薩頓在1955年寫道「波斯所得的股份並不起眼」，款項沒有到手。
|  | 受讓人承諾（波斯）政府可以得到20,000英鎊現金及受讓人公司的20,000股，並且可以得到獲得專利權的公司所得利潤的16%。不過達西根本沒有打算把一分錢拿出來。他在1903年5月21日建立第一勘探公司，公司資本為500,000英鎊，每股為1英鎊，當中30,000股給了沙阿，而另外20,000給了其他「重要人物」。額外所得的30,000股取代原本承諾的20,000英鎊現金，所以波斯政府根本沒有現金到手，其餘的股份則在倫敦發行。 |

1907年7月31日，達西放棄他在波斯持有的股份，他「簽訂了新的協定，將全數第一勘探公司的股份轉讓給伯麥石油公司，達西不再擁有波斯石油的勘探權」。達西獲得203,067英鎊現金（超過十倍於波斯沙阿在協定當中理應獲得的現金）及900,000股伯麥石油公司股份，史學家埃爾韋爾-薩頓稱之為「巨款」。
伯麥石油公司在1908年初便決定終止在伊朗的石油勘探，但在5月26日卻在地下1,180英尺深處發現石油，埃爾韋爾-薩頓稱「石油從油井裡噴出鑽塔50英尺之上」，「開展了伊朗的石油產業，幫助英國皇家海軍度過了兩次世界大戰，同時使波斯面臨更大的麻煩，情況比起所有政治謀略放在一起更加糟糕」。
在第一次世界大戰之前，公司的發展緩慢，英國政府開始意識到波斯的重要戰略地位，於是入主公司。英國在伊朗生產的石油是皇家海軍的主要燃料來源。
英國在波斯立憲革命（該革命將波斯由王朝統治轉向議會政府）等事件上干預伊朗本國內政，引起了伊朗人的不滿。

### 第一次世界大戰後
波斯人不滿與英波石油公司簽訂的石油開採權條款，波斯只能從中獲得純利的16%。
1921年的軍事政變扶植了禮薩汗在1925年上台成為「伊朗沙阿」，通過「對英國軍人的財政和後勸支援」，該軍事政變「廣被認為是英國堅持英波協定的行動」。禮薩汗以有利英國的方式進行現代化改革，包括第二次世界大戰期間英國軍隊使用的波斯走廊鐵路民用運輸系統。
在1930年代，沙阿試圖終止英波石油公司的石油開採專利權不果。重新談判而得的新條款再次有利於英方。1935年3月21日，波斯改國號為伊朗，英波石油公司也隨之改名為英伊石油公司。

### 第二次世界大戰
納粹入侵蘇聯後的1941年，英國、英聯邦部隊及蘇聯紅軍入侵伊朗，以保障蘇聯和英國在東部戰線和其他地區的石油供給。英蘇兩國廢黜支持納粹的禮薩汗，以他的22歲兒子穆罕默德·禮薩·巴列維為伊朗沙阿。
英國又控制了伊朗的油田和港口。在戰爭期間，伊朗是運輸軍需到蘇聯的樞紐，美國軍隊亦進入了伊朗取代英國控制跨伊朗鐵路（Trans-Iranian Railway）南部。
西方協約國在戰後撤出伊朗，蘇聯則留守伊朗，並在伊朗境內資助兩個「人民民主共和國」，隨之而引發的危機透過新成立的聯合國及美國支持伊朗重新控制分離地區而得到解決，蘇伊石油協定得不到伊朗國會通過。
在戰後，伊朗的民族主義領袖變得越來越有影響力，他們尋求長遠減少外國對伊朗的干預，特別是英國所得的石油開採專利權掠奪了伊朗原本可以獲得的財富。英國操控的英伊石油公司拒絕讓他人來審核其帳目，伊朗政府無從得知英伊石油公司所支付的費用是否符合承諾，而英國不妥協的態度也使伊朗民眾感到惱怒。
美國在1947年至1952年間在中東的目的一致，但是政策時有變更。華盛頓與二戰盟友英國的關係「在表面上團結一致，暗地裡相爭」。隨著大英帝國不斷衰弱及考慮到國際層面上發生的危機，美國重新評估她的利益及與英國在殖民地上的利益衝突，「英國在沙特阿拉伯不受歡迎，於是華盛頓促成了沙特阿拉伯國家石油公司與沙特阿拉伯達成了利潤平分的協議，在當地造成了反響」。
伊朗國會堅決支持的摩薩台組成了奉行民族主義的政府，尋求更有利於國家的石油協議，與英國的立場抵觸。
美國不僅是伊朗石油儲備的既得利益者，而且「她是石油開採專利權協議經過伊朗石油國有化後的國際石油得益者之一」，因此美國國務院不同意英國的主張。
摩薩台在1951年當選為伊朗首相，當時的美國不同意推翻他。28個月後，上將德懷特·艾森豪入主白宮，約翰·福斯特·杜勒斯又成為了美國國務卿，促成了「英美兩國合力推翻伊朗首相，扶植美國支持的沙阿上台」。

## 1950年代

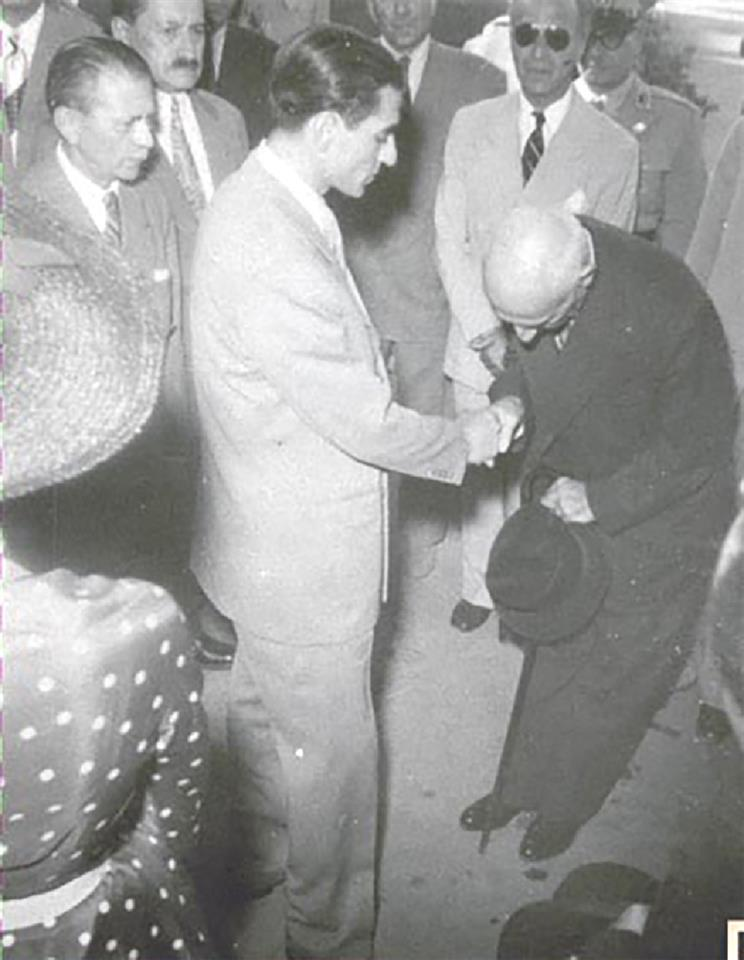
首相穆罕默德·摩薩台與穆罕默德·禮薩·巴列維握手。

1951年，英伊石油公司不願意重新談判石油開採專利權，並拒絕提高支付給伊朗的專利權費用，激使民眾支持國有化英伊石油公司。同年3月，伊朗親西方首相阿里·拉茲馬拉遇刺身亡，國會在翌月通過了石油產業國有化，成立伊朗國家石油公司。國會議員、國有化運動領導人及接受過西方教育的穆罕默德·摩薩台推動通過了這個議案。同年5月，沙阿任命摩薩台為伊朗首相。
穆罕默德·摩薩台嘗試與英伊石油公司展開談判，但英伊石油公司不接納摩薩台提出的折衷方案。摩薩台的方案參照了1948年委內瑞拉羅慕洛·加列戈斯政府與克里奧爾石油公司（Creole Petroleum）達成的共識，提議英國與伊朗平分利潤。英國不顧美國的勸告斷然拒絕摩薩台的提案，開始密謀破壞及推翻伊朗政府。
同年夏季，美國外交官埃夫里爾·哈里曼到訪伊朗參與妥協方案的談判，並請求沙阿的協助，沙阿回應稱「民意沸騰，他不能出言反對國有化」。哈里曼在德黑蘭召開記者會，呼籲伊朗人要理性看待「國有化危機」，一位記者在哈里曼發言的時候站出來大叫：「我們及所有伊朗人都支持首相摩薩台及石油國有化！」其他在場的人都喝采，然後離開。遭到漠視的哈里曼沮喪地搖頭。
由於伊朗的生產技術不成熟，加上英伊石油公司不讓英國的技術人員與伊朗人合作，使伊朗國家石油公司的產量減少。英國皇家海軍又封鎖了伊朗石油外銷的途徑，導致阿巴丹危機，向伊朗石油產業國有化施壓。不過由於利潤直接撥入伊朗的國庫，而不再與外國的石油公司分享，使伊朗的收入不跌反升。到1951年9月，英國已停止了阿巴丹煉油廠的運作，又禁止出口主要商品到伊朗（包括糖和鋼鐵），又凍結了在英國銀行開立的伊朗硬貨幣戶口。
反對石油國有化的英國向海牙國際法院申訴，首相摩薩台稱這個世界會認識到一個掠奪「貧窮民族」的「帝國主義、惡毒的國家」。代表英伊石油公司的英國敗訴。1952年8月，摩薩台邀請美國石油公司人員到訪伊朗，杜魯門政府對此表示歡迎。英國首相温斯顿·丘吉尔感到不安，認為美國沒有支持英國孤立摩薩台，「英國在韓戰站在美國一方，丘吉爾固然指望英美兩國能夠在伊朗保持一致立場」。
1952年中，英國對伊朗石油的杯葛非常有效，英國特工在德黑蘭「力圖推翻」摩薩台政府，摩薩台向杜魯門和世界銀行的求助無甚裨益，「伊朗人日漸貧困和不快」，摩薩台的政治聯盟產生了裂痕。
早在1952年春的國會選舉，摩薩台「儘管面對諸多難題，他對自由投票的結果並不感到擔心，因為他已經被廣認為英雄。不過，這次投票卻存有暗湧。英國特工收買候選人及其背後的權貴，英國希望能夠使進入議會的議員會罷免摩薩台，以法律手段推翻他」。
支持摩薩台的民族陣線在大城市大獲全勝，同時競爭激烈的鄉郊地區的投票缺乏監管，使阿巴丹及其他地區爆發了暴力事件。由於需要前往海牙處理英國的申訴，摩薩台內閣表決通過延遲選舉，直至伊朗代表團歸來。
至1953年中，伊朗國會出現辭職潮，使國會議員的人數不足法定最低人數，於是舉行解散議會及給予首相立法權力的公投，結果以99.9%支持票獲得通過，支持票達2,043,300張，僅有1,300張反對票。
摩薩台忙於應付內政上的難題，同時又要面對普遍伊朗人認為更加急切需要解決的問題。英國封鎖了伊朗的港口意味著伊朗失去了銷售石油的途徑，增加了伊朗破產的危機。過萬名阿巴丹煉油廠的員工失去了工作。雖然大多數民眾都理解和在情感上支持國有化，但是他們同時都希望摩薩台可以設法幫助他們重返工作崗位，而唯一的方法就是銷售石油。
英國擔心在伊朗的利益受損，並相信伊朗的民族主義得到蘇聯的支持，於是向美國國務卿约翰·福斯特·杜勒斯稱伊朗會受到蘇聯的控制，有效地利用了美國的冷戰思維。杜魯門正忙於在朝鮮半島的戰事，他不同意推翻摩薩台。不過在1953年，英國成功說服新任美國總統德懷特·艾森豪一起策劃一場針對摩薩台的政變。

## 阿賈克斯行動
美國中央情報局在得到沙阿的贊同後便實施政變。沙阿簽署敕令罷免摩薩台，任命扎赫迪為首相。1953年8月15日，王家衛隊長內馬圖拉·納西里上校將沙阿的敕令傳達給摩薩台。摩薩台在事先得到了消息（可能是人民黨通風報信），他指稱敕令是偽造的，並逮捕了納西里。摩薩台在政變過後接受審判時認為沙阿在沒有得到國會同意的情況下沒有頒佈罷免民選首相的憲法權利。此事的曝光迫使沙阿逃到意大利羅馬以逃避民眾的強烈反應，他在意大利的短暫流亡時期很快便結束，伊朗軍方在小克米特·羅斯福的授意下採取行動，支持沙阿的坦克部隊衝入首都並炮轟首相官邸，摩薩台在暴徒洗劫官邸之前逃離，他在翌日向美國中央情報局所扶植的法茲盧拉·扎赫迪投降，沙阿得以返回伊朗。美國中情局長艾倫·杜勒斯陪同沙阿一起飛抵德黑蘭。扎赫迪將軍取代摩薩台為首相，摩薩台在經歷被捕和審訊後被判處死刑，後來減刑為三年軍事監獄有期徒刑，及後一直被軟禁家中直至逝世。
在阿賈克斯行動成功後，英伊石油公司得以重新進駐伊朗，但美國的五家石油企業加上荷蘭皇家蜆殼集團、道達爾的加入結束了英伊石油公司的壟斷局面。
為了確保人民黨不會乘亂得勢，美國中情局組織了反共游擊隊與之抗衡。根據美國國家安全檔案資料庫發佈的文件，美國國務院次卿沃爾特·比德爾·史密斯描述美國中情局與伊朗南部的卡什加部落達成了共識，使美國可以建立秘密港口，讓美國資助的游擊隊和間諜可以運作。
美國中央情報局高級官員克米特·羅斯福（Kermit Roosevelt）負責協調阿賈克斯行動，而唐納德·威爾伯（Donald Wilber）則是整個行動的策劃和實施者。整個行動的重點在於讓軟弱的沙阿罷免深得民心和強勢的摩薩台，英美兩國亦得知阿巴斯·法爾贊內甘（Abbas Farzanegan）上校的反蘇立場，於是讓他來幫助法茲盧拉·扎赫迪取代摩薩台。
美國中情局還派遣老赫伯特·諾曼·施瓦茨科夫陸軍少將說服流亡海外的沙阿返回伊朗，並協助他訓練保安部隊，為鞏固沙阿的權力而組建了薩瓦克。

### 政變與美國中央情報局紀錄
這次政變是由美國國務卿约翰·福斯特·杜勒斯隱晦提倡，由德懷特·艾森豪政府在中央情報總監艾倫·杜勒斯的監督下實行。美國中央情報局及英國秘密情報局都參與了組織工作，以援助伊朗陸軍裡的保皇主義者。
根據陽光法案促請由美國國家安全檔案資料庫發佈、經過大幅修訂的中央情報局文檔顯示，「沒有任何文件顯示由誰來授權中央情報局策劃這次行動，但幾乎可以肯定是艾森豪總統。艾森豪的傳記作者斯蒂芬·E·安布羅斯描述缺乏文件正好反映出這是總統的行事方式」。
該文檔又引用了安布羅塞所寫的艾森豪傳記：
|  | 實施阿賈克斯行動需要得到總統的首肯，艾森豪沒有出席過牽涉阿賈克斯行動的會議，只接收過關於這個計劃的口頭匯報。他也沒有與內閣和國家安全會議商討。這表明總統要與阿賈克斯行動保持一些距離，也不會留下任何文件表明總統參與策劃行動。不過在總統辦公室的私人宴會上，約翰·福斯特·杜勒斯一直知會著總統，實際上總統掌握著中央情報局的行動。 |

代表艾森豪政府執行計劃的克米特·羅斯福和唐納德·威爾伯收買伊朗政府官員、記者及商人，又收買街頭流氓支持沙阿推翻摩薩台。遭到罷免的摩薩台被投入牢獄，由法茲盧拉·扎赫迪將軍組成親西方政府。

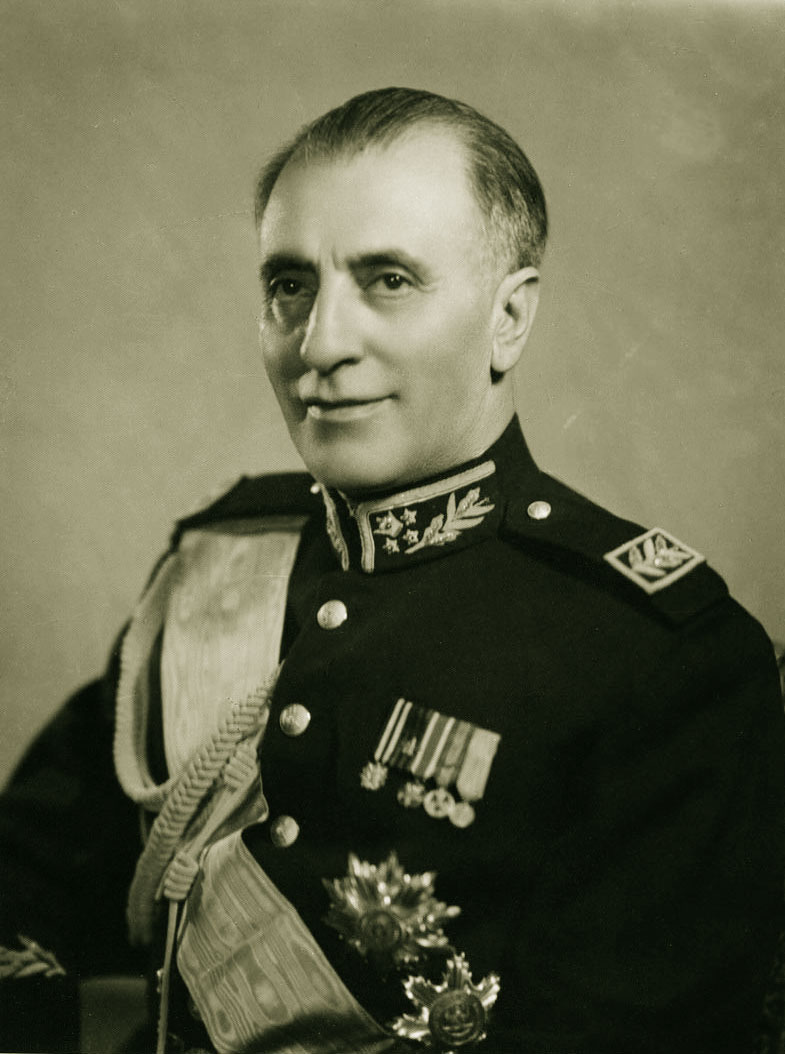
法茲盧拉·扎赫迪

伊朗法西斯主義者和納粹分子在這次政變裡起了重要的作用。在1953年8月19日當上首相的法茲盧拉·扎赫迪在第二次世界大戰世界期間試圖建立親納粹政府而被英國逮捕。美國中情局在政變前夕向扎赫迪提供100,000美元，並在事後額外給予5,000,000美元以鞏固他對政變的支持。納粹德國宣傳部部長約瑟夫·戈培爾的門生巴赫拉姆·舍赫羅赫負責策動針對摩薩台的宣傳戰。在1940年代因參與支持納粹運動而入獄的賈法爾·謝里夫-埃馬米在政變過後擔任參議院議長、外交大臣，並兩度出任首相。
英美兩國的情報機構協助穆罕默德·禮薩·巴列維重登王位，使伊朗恢復君主政體，他在其後的26年裡統治著國家。巴列維在1979年被推翻。薩姆休斯頓州立大學政治學副教授馬蘇德·卡齊姆扎德認為巴列維接受美國中央情報局及英國軍情六處的指揮，並獲得什葉派高級教士的輔助。他又寫道政變策劃者僱用了德黑蘭紅燈區包括「妓女和流氓」在內的人物協助實施政變。
伊朗民選政府在1953年的倒台確保了西方控制著伊朗石油資源，並將蘇聯排除在外。一些伊朗的宗教人物不滿摩薩台的世俗政策，因而與西方的情報機構合作。
政變行動的概括大綱是可以得知的：1953年由情報機構協助穆罕默德·禮薩·巴列維重奪王位，直至他在1979年被推翻。《紐約時報》記者蒂姆·韋納在1997年5月29日報導稱「史學家普遍猜測中央情報局的紀錄可以提供更深入和更明確的行動內容，然而現今留存下來的文件卻有限」，「中央情報局在超過五年來承諾會公開1953年推翻伊朗政府的秘密行動，但如今當局卻稱大部分資料已在數十年前被銷毀」。
|  | 史學家尼克·卡拉瑟爾曾經在1992年至1993年於中央情報局任職，他在接受訪問時稱這些紀錄受到情報機構的「毀滅文化」銷毀。他又相信其他在冷戰期間的秘密行動的紀錄已被銷毀，包括1950年代在印尼的秘密任務及1960年代初在圭那亞成功策動的政變。尼克·卡拉瑟爾如此表示：『伊朗－甚麼也沒有。印尼－非常有限。圭那亞－已銷毀』。 |

根據負責策劃1953年政變行動的唐納德·威爾伯所寫的紀錄《秘密行動史－推翻伊朗首相摩薩台－1952年11月－1953年》，政變行動的其中一個目的是鞏固沙阿的權力。
2000年，《紐約時報》記者詹姆斯·里森（James Risen）獲得威爾伯所寫的中央情報局機密版本紀錄，並對內容作出了概述，包括：
|  | 在8月初，中央情報局已加緊行動。伊朗間諜假裝共產主義者威脅穆斯林領袖，稱「如果他們反對穆薩台，將會遭到嚴厲的懲罰」，試圖激起宗教社群的反共情緒。《秘密行動史》又寫道，至少一名著名穆斯林的居所被假扮為共產主義者的中情局特工投彈，紀錄並沒有提及有沒有人在炸彈襲擊當中遇害。同時，情報機構又加強宣傳戰。一份主流報章的所有人獲得45,000美元的私人貸款，「相信這筆貸款是用來換取其宣傳喉舌的合作來達到我們的目的」。不過沙阿還未妥協，沙阿在8月1日與諾曼·施瓦茨科普夫的會議中拒不簽署中央情報局擬定的罷免摩薩台及任命扎赫迪為首相的法令，憂慮得不到軍隊的支持。 |

位於喬治華盛頓大學的美國國家安全檔案資料庫收錄了威爾伯所寫的紀錄全文及其他與該政變相關的文件和分析。

### 美國動機
史學家對於美國轉變對伊朗的政策及策劃政變的動機存有分歧。中東史學家葉爾萬德·阿布拉哈米安（Ervand Abrahamian）認為該政變是「第三世界民族主義與帝國主義發生衝突的典型例子」。他描述美國國務卿迪安·艾奇遜在回應艾森豪總統聲稱人民黨將會掌權的時候承認「所謂的『共產主义威脅』只是煙幕」。
|  | 在這個危機裡，所謂的「共產主义威脅」只不過是一種誇大的手段，而不是一個真正的問題－這就是冷戰時代的橋段……人民黨無法與武裝部落及129,000人的武裝部隊比擬。此外，英美兩國掌握的內情確信人民黨沒有武裝暴動的意圖。在起初，杜魯門政府相信可以以妥協的方式解決分歧，但艾奇遜強調出共產威脅，並警告如果摩薩台不妥協，人民黨就會奪權。英國外交部亦稱人民黨不會造成威脅，但外交部卻在1953年8月改稱人民黨將會奪權，而艾奇遜則在這時稱沒有任何共產威脅存在，他坦承人民黨只是煙幕。 |

雖然「有不少言論將這次政變與冷戰連上關係」，阿布拉哈米安認為英美兩國策劃政變的主因是伊朗石油，他描寫道「如果摩薩台成功國有化英國所控制的伊朗石油，其他國家或許就會爭相仿傚，對美國在世界各國的石油利益是一個威脅」。摩薩台不容許伊朗的石油資源由外國控制，也不準備妥協，阿布拉哈米安認為摩薩台「希望在理論上和實際上都落實真正的國有化」。
學者蒂爾曼指出農地地主一直主宰著伊朗的政治，沙阿禮薩·巴列維在1960年代落實進取的土地徵收政策為他本人和支持者爭取利益，使伊朗政府成為了伊朗最大的地主，「隨著美國開始對伊朗施加影響力，地主和石油生產商得到新的支持。冷戰的開始也使蘇聯的影響力滲入左翼運動。不過，伊朗的改革分子不是共產主義者，而是草根的民族主義者，因此國家石油的自主權成為了他們最優先關注的議題」。美國政治家羅伯特·伯德、經濟學家艾倫·格林斯潘、記者特德·科佩爾（Ted Koppel）等人都在大眾媒體上附和石油被相信是這次政變的主因。
可是，中東政治學家馬克·貢肖羅夫斯基（Mark Gasiorowski）認為在政變後幫助美國的石油企業分攤伊朗的石油生產在表面上看似可以帶來很重要的價值，但是「美國的決策者擔憂伊朗受到共產主義者控制貌似更為可信，而美國企業的插手主要就是要防止這種情況發生。冷戰在1950年代趨向白熱化，蘇聯被視為試圖掌控世界的擴張勢力，艾森豪在1952年的選舉亦以蘇聯威脅為他的選戰議題，批評民主黨對待共產主義的立場軟弱，並『失去了中國』，當新政府上台後，他便將觀點付諸實行」。
貢肖羅夫斯基進一步指出「當時國際石油市場的供應過量，美國主要的石油企業對伊朗沒有興趣。美國企業在1951年透過增加沙特阿拉伯和科威特的石油產量來彌補伊朗的產量。在伊朗生產石油會削減這些國家的石油產量而令到美國與沙特阿拉伯和科威特當權者的關係趨向緊張。另外，如果伊朗的民族主義情緒持續高漲，在伊朗生產石油將會冒有風險。美國的石油企業在1951年和1952年已表明無意進駐伊朗。到1952年末，杜魯門政府認為美國企業進入伊朗生產石油可以維持伊朗的穩定，避免伊朗投向蘇聯。為了讓美國主要的石油企業參與，杜魯門決定減少對這些企業作出反壟斷訴訟，艾森豪也同意美國企業進入伊朗和減少反壟斷訴訟。美國的決策者需要盡力說服這些企業參與在內」。
2004年，貢肖羅夫斯基在主編的書籍上認為「超級大國之間的冷戰競爭環境加上伊朗在蘇聯和波斯灣產油區之間的重要戰略地位，使美國官員認為必須要採取行動來防止伊朗受到蘇聯的控制」。雖然「從現今來看，這些不安難免顯得過度渲染」，但是「1945年至1946年阿塞拜疆的危機、蘇聯加強對東歐的控制、中國共產黨的勝利、朝鲜战争及美國的紅色恐慌」使美國不能給人民黨有一線的機會在伊朗掌權。此外，「美國官員相信解決石油爭議可以恢復伊朗的穩定，在1953年3月後，這個爭議似乎只可以在英國或摩薩台蒙受損失的情況下得到解決」。貢肖羅夫斯基總結稱「美國官員策劃政變是出於地緣政治的考慮，而不是要蓄意推翻摩薩台、在伊朗建立獨裁政權或控制伊朗石油」。
在英國的利益與伊朗之間，美國選擇了英國。貢肖羅夫斯基認為「英國是美國最緊密的盟友，兩國在當時世界各地的各種重要事項上都有合作。與保存搖搖欲墜的摩薩台政府相比，保持與英國的緊密關係更為重要」。早在一年前，英國首相溫斯頓·丘吉爾以英國在冷戰期間支持美國為理由要求美國不要阻撓英國孤立摩薩台。
第二次世界大戰期間同為同盟國的兩大戰勝國在戰後成為了超級大國和競爭對手，各自形成了影響力和分別支持雙方的附屬國。伊朗則在1953年政變後成為了美國的附屬國。在《美國外交政策與沙阿：在伊朗建立附屬國》一書裡，貢肖羅夫斯基對美國和蘇聯在1954年至1977年間的附屬國作出識別。他認為瓜地馬拉、尼加拉瓜、巴拿馬、柬埔寨、伊朗、印尼、寮國、菲律賓、南韓、南越及台灣穩固地附屬於美國，重要性稍次的有希臘、土耳其、玻利維亞、巴西、哥倫比亞、哥斯達黎加、多米尼加共和國、厄瓜多爾、薩爾瓦多、海地、洪都拉斯、巴拉圭、賴比瑞亞、薩伊、以色列、約旦、突尼西亞、巴基斯坦及泰國，而美國與阿根廷、智利、秘魯、埃塞俄比亞及日本的附屬關係則較疏離。
貢肖羅夫斯基又認為保加利亞、捷克斯拉夫、東德、匈牙利、波蘭、羅馬利亞、古巴、蒙古及北越是與蘇聯關係較緊密的附屬國，其次為幾內亞、索馬里、埃及、敘利亞、阿富汗及北韓，馬里及南也門為末。
據學者金策所述，伊朗發生的危機對於大部分美國人來說是共產主義與「自由世界」鬥爭的一部分，「周遭的恐慌環境塑造出美國人當時的心態……蘇聯的勢力已滲入拉脫維亞、立陶宛及愛沙尼亞。保加利亞及羅馬尼亞、匈牙利、波蘭分別在1946年、1947年及1948年受到共產主義政府控制。阿爾巴尼亞及南斯拉夫都傾向共產化，希臘的共產主義者訴諸暴力，蘇聯軍方封鎖前往柏林的道路達16個月之久。蘇聯在1949年核試成功，由毛澤東領導的共產主義者在內戰當中又擊敗了親西方的中國勢力。對於華盛頓來說，敵對勢力的世界各地都取得了進展」。結果，「美國在受到共產主義的挑戰下漸漸不再視伊朗為一個具備獨特政治和歷史背景的國家」。道格拉斯·利特爾（Douglas Little）、阿巴斯·米拉尼（Abbas Milani）及喬治·倫喬夫斯基（George Lenczowski）等史學家都認同懼怕共產主義和蘇聯的影響力成為了美國介入伊朗的主因。

## 影響
據稱政變帶來了「深邃而長遠的影響」。

### 回向報復
根據美國國家安全檔案資料庫發佈的文件及學者馬克·貢肖羅夫斯基和馬爾科姆·伯恩編纂的著作《穆罕默德·摩薩台與1953年伊朗政變》，政變持久地損害了美國的聲譽。
|  | 在波斯曆當中稱為「莫爾達德月28日」所發生政變是伊朗及中東局勢的轉捩點，也使美國在中東地區的地位發生了轉變。英美兩國的聯合行動制止了伊朗尋求資源自主的勢頭，也終結了伊朗歷史上民族主義和民主運動最鮮明的一頁，結果在日後造成了戲劇性的反響。美國在1953年對伊朗政局的干預令到民眾不滿沙阿26年來的持續統治，刺激到1979年革命的反美浪潮，使沙阿遭到推翻。 |

重返權力寶座的沙阿是這場政變的得益者，克米特·羅斯福記述沙阿曾經向他說道：「多虧了真主、我的人民、我的軍隊和你們！」克米特·羅斯福認為「沙阿所說的『你們』是指我本人及英美兩國」，並說「我們都是英雄」。
2000年6月16日，《紐約時報》刊登了中情局特工唐納德·威爾伯所寫的機密報告《秘密行動史－推翻伊朗首相摩薩台－1952年11月－1953年》。記者詹姆斯·里森描述這份報告在寫成後經過約50年的隱密後終於曝光。
2001年夏季，中東史學家葉爾萬德·阿布拉哈米安在《科學與社會》期刊上發表文章稱威爾伯的記錄沒有提及可以在其他來源找得到的重要資料。
|  | 《紐約時報》最近洩露了1953年英美合謀推翻伊朗首相摩薩台的一份中情局報告，報導稱該報告是那次政變的秘史，而由於相關的資料一直秘而不宣，該報告被認為極具價值。不過，從其他原始資源所得的相關信息指出該報告的內容經過剪輯，特別是來自英國外交部的檔案。報告掩飾了一些敏感的內容，例如美國大使在政變當中的作用、美國軍事顧問的角色、對當地納粹份子及恐怖份子的駕馭及以行刺手段顛覆伊朗政府。除此之外，報告還將政變描述為冷戰的一部分，而淡化英伊之間的石油危機，這應當是第三世界國家民族主義與帝國主義之間的衝突例子。 |

史學家邁克爾·比齊羅斯（Michael Beschloss）在評註蒂姆·韋納（Tim Weiner）的著作《中情局罪與罰：CIA60年秘史存灰》時描述「韋納先生認為中情局的不良記錄導致了我們在當代面臨一些重大問題……新一代的伊朗人知悉中情局在當時安插了沙阿作為傀儡」，「隨著時間的推移，當年中情局在德黑蘭街頭制造出來的亂象最終會讓美國自食其果」。
艾森豪政府認為政變取得了成功，但回向報復（指政府的秘密行動引致意想不到的結果）導致的「猛烈且嚴重的後果」使這個說法受到挑戰。美國國務卿馬德琳·歐布萊特在2000年表示美國介入伊朗內政對伊朗的民主政體造成了打擊。1953年伊朗政變是「戰後重要的歷史事件」，安插沙阿穆罕默德·禮薩·巴列維為威權君主令伊朗的世俗民主議會制度備受破壞。政變也被認為是在很大程度上導致1979年伊斯蘭革命，使親西方的沙阿下台，成立反美的伊斯蘭共和國。
法國新聞社的報導稱「許多伊朗人認為美國採取雙重標準，她將自身包裝成自由捍衛者，但為了其自身的經濟和戰略利益卻毫不猶豫地利用秘密手段推翻民選政府」。
史蒂芬·金澤表示「世界要為中東大部分地區缺乏民主而付出沉重的代價。阿賈克斯行動使專制君主認為只要與西方及西方的石油企業保持友好的關係，即使是無限制的壓制都是可以獲得容忍的」。美國起初認為這是冷戰的一次勝利，但在回向報復之下，「阿賈克斯行動在接下來的半個世紀裡制造出來的痛苦令人難以想像」，「英美兩國的情報官員不敢再厚顏無恥地干涉當地的內政」。

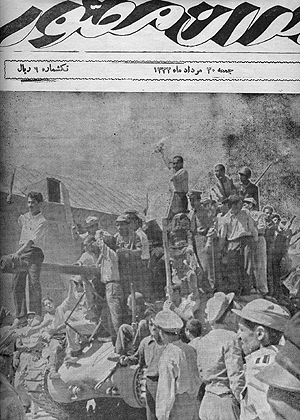
1953年8月21日發行的《德黑蘭畫報》周刊封面，顯示一批武裝人員站在一輛坦克上。

美國最高法院法官威廉·道格拉斯在政變前後都到訪過伊朗，他的記載稱「當摩薩台和波斯正在進行基礎改革的時候，我們便顯得反應過度，並與英國一起推翻了他。我們的確成功推翻了他，但是我們在中東的名譽卻失去了」。

### 伊朗
政變引伸的直接影響就是對伊朗持不同政見者的壓制，特別是民族主義政黨民族陣線及共產主義政黨人民黨，權力再度被沙阿集團把持。
摩薩台最緊密的盟友、外交部大臣侯賽因·法特米被軍事法庭判處死刑，行刑隊在1954年11月10日執行了死刑。金策表示「以勝利姿態回歸的巴列維下令對數十名與摩薩台有聯繫的軍事人員及學生領袖處死」。
伊朗在1953年至1958年都屬於政治壓制時期，沙阿將民族陣線定性為非法組織，大部分民族陣線的領袖遭到逮捕。人民黨受到的打壓更大，沙阿的保安部隊捉拿了4,121名活躍的人民黨黨員，當中40人被處死、14人死於酷刑，超過200人被判終身監禁。伊朗軍隊裡的466名人民黨黨員（22名上校、69名少校、100名上尉、193名少尉、19名無軍銜人員及63名候補軍官）也沒有逃過一劫，同樣被捕，在揭露出軍中暗藏人民黨黨員後，一些民族陣線的支持者抱怨那些軍人在當時或許可以拯救摩薩台。不過，僅有少數的人民黨黨員隸屬作戰部隊，特別是可以扭轉局勢的裝甲部隊。大部分被捕的人民黨軍人都是來自軍事學院、警察及醫療部隊，至少11名被捕的軍人在1953年至1958年間飽受酷刑致死。
沙阿政府在政變後成立薩瓦克（秘密警察），當中不少成員曾在美國受訓。薩瓦克在對異見者實施酷刑時「沒有受到嚴密的限制」，這種情況在多年來「急劇上升」。
另一個影響是伊朗經濟的明顯改善。英國撤銷了對伊朗的石油禁運，石油收益較國有化之前的水平更有明顯的升幅。雖然伊朗無法自主石油資源，但沙阿同意以英國石油及八家歐洲和美國企業組成的財團取代英伊石油公司。伊朗的石油收益由1954年至1955年的34,000,000美元提升至1956年至1957年的181,000,000美元，並持續上升，美國亦提供開發上的援助及顧問。
1970年代，沙阿政府提高稅收，外國企業由原來需要支付50%稅率提高到80%，開採專利權費用亦由12.5%提高到20%，而石油的定價權亦由伊朗重新掌握。石油企業僅能從每桶石油收取22%利潤。
自由未來基金會創辦人及主席雅各·霍恩貝格爾（Jacob Hornberger）稱「毫不驚訝地，美國官員認為這次政變是最成功的外交行動之一，直到1979年沙阿遭到罷黜及反美伊斯蘭政權的成立振動了整個伊朗社會」，「在本質上，政變為魯霍拉·穆薩維·霍梅尼的崛起清除了障礙，為日後各種事件甚至九一一事件也不無關係」。

### 國際
1953年伊朗政變是美國首次利用中央情報局推翻一個民選政府。艾森豪政府認為阿賈克斯行動取得了成功，並取得「直接和深遠的成果」，「中央情報局突然成為了美國重要的外交機關，而秘密行動也被看作是不費力且有效的途徑改變國際事件的趨向」。翌年，在瓜地馬拉以正當方式當選的哈科沃·阿本斯·古斯曼政府國有化聯合果品公司持有的農地，因此中央情報局策劃了成功行動推翻了瓜地馬拉政府。
一個支持美國的伊朗政府有助於美國在中東取得地理和戰略優勢，毗鄰蘇聯的土耳其也成為了北大西洋公約組織成員國。
美國國務卿馬德琳·歐布萊特在2000年承認美國對於這段緊張關係所起的重要作用，並「願意以美國官員的身份作出最誠懇的道歉」。
|  | 從戰略因素上的考慮，艾森豪政府認為這次的行動是正當有理的……不過政變顯然導致伊朗的政局發展倒退，也可以理解為何這麼多伊朗人對美國干預國家內政感到憤慨。 |

2009年6月，美國總統巴拉克·奧巴馬在埃及開羅發表的演講提到美伊關係，並談及美國在1953年伊朗政變當中扮演的角色：
|  | 該事件是導致美國與伊朗伊斯蘭共和國關係緊張的源頭。多年來伊朗的反美旗幟鮮明，我們之間的歷史動蕩不安。在冷戰期間，我們參與推翻伊朗民選政府，而在伊斯蘭革命後，伊朗則涉進人質危機及暴力對待美國部隊和公民。這段歷史眾所周知，與其深陷歷史包袱，我願意向伊朗的領導人及人民表示我們已經準備好邁步向前。 |

## 伊斯蘭共和國的歷史觀點
伊朗第一個後革命政府由摩薩台理念及其盟友左右大局。伊斯蘭革命後的第一任總理邁赫迪·巴扎爾甘（Mehdi Bazargan）是摩薩台的緊密盟友，但隨著伊斯蘭保守執政分子與世俗自由主義勢力的持續不和，摩薩台的理念和成果不再受到伊斯蘭共和國執政分子的重視。不過，摩薩台在伊朗在野反對陣營裡仍是受到歡迎的歷史人物，他是反對運動綠色運動的其中一個象徵。金策描述「對於大部分伊朗人來說」，摩薩台是「伊朗長期民主抗爭的標誌」。近代示威者手持摩薩台的照片就表示「我們要爭取民主」及「不要外國干預」。
阿亞圖拉霍梅尼認為國家要由伊斯蘭教法學家領導以防止「受到外國勢力影響」，受此影響，伊斯蘭共和國對政變的描述與西方出版的歷史著作有分野。根據史學家葉爾萬德·阿布拉哈米安所述，政府盡量避免提及摩薩台，在高中的教科書裡只有兩頁介紹摩薩台。即使阿布-卡西姆·卡沙尼在1953年中反對摩薩台，「向一名外國記者表示摩薩台忘記了沙阿享受人民的廣大支持，他也因此而失敗」，在一個月後，卡沙尼「更指稱摩薩台背叛了沙阿、國家，並持續侵犯伊斯蘭法，理應處死」，但「大眾傳媒仍抬舉阿亞圖拉卡沙尼為石油國有化運動的真正領導人，描述摩薩台只是他的附和者」。
《沙阿的人們：美國策劃的政變與中東恐怖主義之根》裡有關阿布-卡西姆·卡沙尼在政變期間的活動描述都受到伊斯蘭共和國的審查。卡沙尼的兒子馬哈茂德·卡沙尼是「目前統治階級裡的一員」，憲法監督委員會兩度批准他參選總統，他不認為1953年的政治事件是政變，稱摩薩台只是按照英國的計劃行動：「依我看，摩薩台是英國計劃的指揮者和執行者……毫無疑問，摩薩台（在1953年政變裡）擔當著主要的角色。」馬哈茂德·卡沙尼表示摩薩台、英國及美國合力對抗阿亞圖拉卡沙尼，以破壞什葉派教士階層的地位。
據稱由前任薩瓦克官員侯賽因·法爾杜斯特（Hossein Fardoust）所著、伊斯蘭共和國出版的《退役將軍侯賽因·法爾杜斯特回憶錄》亦作出了這個主張。該著作稱摩薩台與英國的關係並非不共戴天，摩薩台反而是英國的擁護者，國有化英伊石油公司也是受到「英國人」啟發。葉爾萬德·阿布拉哈米安認為法爾杜斯特的死訊在該作出版之前傳出並非偶然，法爾杜斯特可能是礙於脅迫之下寫下這個主張。

## 相關
- 白色革命
- 伊朗回教顛覆

### 引用
1. ↑  Wilford 2013，第166頁.
2. ↑  Steven R. Ward. . Georgetown University Press. 2009: 189. ISBN 978-1-58901-587-6.
3. ↑  Gasiorowski & Byrne 2004，第xiii頁
4. ↑  Hebditch & Connor 2005，第59頁
5. ↑  Sylvan & Majeski 2009，第121頁
6. ↑  . From Anglo-Persian Oil to BP Amoco.   [2011-11-06]. （原始内容存档于2012-07-12） （英语）.
7. ↑  Gasiorowski 1991，第59頁
8. ↑  Gasiorowski & Byrne 2004，第178-200頁
9. 1 2  Kinzer 2008，第3頁
10. ↑  Gasiorowski 1991，第237-239、243頁
11. ↑  Ward 2009，第188頁
12. ↑  Gasiorowski & Byrne 2004，第xiv頁
13. ↑  Zulaika 2009，第139頁
14. ↑  . Systemicpeace.   [2011-11-06]. （原始内容存档于2014-01-21） （英语）.
15. ↑  Abrahamian 1982，第280頁
16. ↑  Combs & Combs 1997，第363頁
17. ↑  Kinzer 2007，第200-201頁
18. ↑  Margulies 2009，第251頁
19. ↑  Iadicola & Shupe 2003，第283頁
20. ↑  Stewart 2008，第112頁
21. 1 2  Hasiotis & Hasiotis 2010，第40頁
22. ↑  Keddie & Richard 2006，第38頁
23. ↑  Gasiorowski 1991，第32頁
24. ↑  Gonzalez 2007，第25頁
25. ↑  Elwell-Sutton 1955，第12頁
26. ↑  Kinzer 2008，第48頁
27. ↑  Elwell-Sutton 1955，第15頁
28. 1 2  Elwell-Sutton 1955，第17頁
29. ↑  Elwell-Sutton 1955，第19頁
30. ↑  Lindberg & Todd 2002，第105頁
31. ↑  Bayat 1991，第336頁
32. ↑  Majd 2001，第245頁
33. ↑  . Encyclopædia Iranica.   [2011-11-07]. （原始内容存档于2012-08-03） （英语）.
34. ↑  Mackey 1998，第178頁
35. ↑  Peretz 1994，第115頁
36. ↑  Mackenzie 1951，第131-134頁
37. ↑  Jackson 2006，第160頁
38. ↑  Forbes 1986，第262頁
39. ↑  Bromley 1991，第113頁
40. ↑  Kim, Aasen & Ebadī 2003，第161頁
41. 1 2  Gendzier 2006，第34-35頁
42. 1 2  Gendzier 2006，第35頁
43. ↑  Cottam 1979，第205頁
44. ↑  Pederson 2004，第235頁
45. ↑  Ambrose & Immerman 1999，第195頁
46. ↑  Taylor & Lindeman 1976，第29頁
47. ↑  Kincheloe 2004，第62頁
48. 1 2 3  Gasiorowski 1987，第261-286頁
49. 1 2  Kinzer 2003，第106頁
50. ↑  Ranelagh 1987，第260頁
51. ↑  Kinzer 2003，第110頁
52. ↑  Abrahamian 1982，第268頁
53. ↑  Kinzer 2003，第120頁
54. 1 2  Kinzer 2003，第145頁
55. ↑  Kinzer 2003，第136頁
56. ↑  Kinzer 2003，第135頁
57. ↑  Kinzer 2003，第136-137頁
58. ↑  Abrahamian 1982，第274頁
59. ↑  Kinzer 2008，第136-137頁
60. ↑  Olson 2000，第144頁
61. ↑  Gasiorowski 1991，第76頁
62. ↑  Gasiorowski 1991，第17頁
63. ↑  Kaufman & Kaufman 2009，第166頁
64. ↑  Albert 1980，第33頁
65. ↑  . Countrystudies.   [2011-11-13]. （原始内容存档于2012-07-09） （英语）.
66. ↑  . Cryptome.   [2011-11-13]. （原始内容存档于2012-10-13） （英语）.
67. ↑  . Iran Chamber Society.   [2011-11-13]. （原始内容存档于2012-09-04） （英语）.
68. ↑  Vassiliou 2009，第269頁
69. 1 2  Mark J. Gasiorowski. . Louisiana State University. 1998-08-23  [2011-11-13]. （原始内容存档于2012-07-09） （英语）.
70. 1 2 3  Donald N. Wilber. . web.payk.net.   [2011-11-13]. （原始内容存档于2009-06-09） （英语）.
71. ↑  . History Commons.   [2011-11-13]. （原始内容存档于2011-04-22） （英语）.
72. ↑  Keddie & Gasiorowski 1990，第154-155頁
73. ↑  . Central Intelligence Agency.   [2011-11-13]. （原始内容存档于2012-05-29） （英语）.
74. ↑  Barsamian et al. 2007，第15頁
75. ↑  Scott A. Koch.  (PDF).   [2011-11-13]. （原始内容存档 (PDF)于2015-03-19） （英语）.
76. ↑  Ambrose 1984，第111、333頁
77. 1 2  . Democracy Now. 2004-03-05  [2011-11-13]. （原始内容存档于2013-01-13） （英语）.
78. 1 2 3  Masoud Kazemzadeh. . Khaneh.   [2011-11-13]. （原始内容存档于2013-04-26） （英语）.
79. ↑  Abrahamian 2001，第211頁
80. ↑  Nasr 2006，第124頁
81. ↑  Jonathan Schanzer. . Middle East Forum.   [2011-11-14]. （原始内容存档于2012-05-27） （英语）.
82. ↑  Mackay 1998，第203-204頁
83. ↑  Keddie & Richard 1981，第140頁
84. 1 2 3  Tim Weiner. . New York Times. 1997-05-29  [2011-11-14]. （原始内容存档于2013-01-11） （英语）.
85. ↑  Tim Weiner. . 1996-04-08  [2011-11-14]. （原始内容存档于2012-09-05） （英语）.
86. ↑  Tim Weiner. . New York Times. 1998-07-15  [2011-11-14]. （原始内容存档于2013-01-04） （英语）.
87. ↑  James Risen. . New York Times. 2000-04-16  [2011-11-14]. （原始内容存档于2012-09-06） （英语）.
88. ↑  Hebditch & Connor 2005，第58頁
89. ↑  American Bibliographical Center 2002，第656頁
90. 1 2  Ervand Abrahamian. . Website.   [2011-11-15]. （原始内容存档于2009-10-21） （英语）.
91. 1 2 3  . Democracy Now. 2005-08-25  [2011-11-15]. （原始内容存档于2013-01-13） （英语）.
92. ↑  Tirman 1997，第30頁
93. ↑  Byrd 2004，第132頁
94. ↑  Greenspan 2008，第463頁
95. ↑  Ted Koppel. . The New York Times. 2006-02-24  [2019-12-03]. （原始内容存档于2019-12-03） （英语）.
96. 1 2 3 4 5  Gasiorowski & Byrne 2004，第273頁
97. 1 2  Gasiorowski 1991，第27頁
98. 1 2  Kinzer 2003，第84頁
99. ↑  Kinzer 2003，第205頁
100. ↑  Little 2003，第216頁
101. ↑  Milani 2008，第244頁
102. ↑  Lenczowski 1990，第36頁
103. ↑  Abrahamian 2008，第122頁
104. ↑  Abrahamian 1999，第122頁
105. ↑  Joan E. Dowlin. . Huffington Post. 2009-06-17  [2011-11-18]. （原始内容存档于2013-01-26） （英语）.
106. ↑  Crocker 2011，第256頁
107. ↑  Ervand Abrahamian. . Science & Society. 2001  [2011-11-19]. （原始内容存档于2009-10-21） （英语）.
108. ↑  Michael Beschloss. . New York Times. 2007-07-12  [2011-11-19]. （原始内容存档于2012-09-07） （英语）.
109. 1 2  Kinzer 2003，第215頁
110. ↑  . CNN. 2000-04-19  [2011-11-19]. （原始内容存档于2012-05-27） （英语）.
111. ↑  . fas.org.   [2011-11-19]. （原始内容存档于2012-08-01） （英语）.
112. ↑  . A BuzzFlash Reader Review. 2003-08-25  [2011-11-19]. （原始内容存档于2011-12-29） （英语）.
113. ↑  . AFP. 2009-06-04  [2011-11-20]. （原始内容存档于2011-08-30） （英语）.
114. ↑  Kinzer 2003，第204頁
115. 1 2  Kinzer 2006，第200頁
116. ↑  Farsoun & Mashayekhi 1992，第60頁
117. ↑  Talattof 2000，第68頁
118. ↑  Chehabi 1990，第137頁
119. 1 2  Abrahamian 1979，第3-8頁
120. 1 2  Abrahamian 1999，第92頁
121. ↑  Abrahamian 1982，第92頁
122. ↑  Abrahamian 1999，第89-90頁
123. ↑  Abrahamian 1999，第88、105頁
124. ↑  Abrahamian 1982，第419-420頁
125. ↑  . National Iranian Oil Company.   [2011-11-21]. （原始内容存档于2011-11-07） （英语）.
126. 1 2  Ralph R. Reiland. . Pittsburgh Tribune-Review. 2007-07-30  [2011-11-21]. （原始内容存档于2011-05-25） （英语）.
127. 1 2  . Iran Chamber Society.   [2011-11-21]. （原始内容存档于2012-09-10） （英语）.
128. ↑  Kinzer 2003，第209頁
129. ↑  . NATO. 2002-08-14  [2011-11-21]. （原始内容存档于2012-08-05） （英语）.
130. ↑  . The Guardian. 2009-06-04  [2011-11-21]. （原始内容存档于2012-08-01） （英语）.
131. 1 2  Stephen Kinzer. . The Guardian. 2009-06-22  [2011-11-21]. （原始内容存档于2013-01-14） （英语）.
132. ↑  Khomeini & Algar 1981，第54頁
133. ↑  Abrahamian 1993，第109頁
134. ↑  Keddie 1983，第109頁
135. 1 2  Masoud Kazemzadeh. . Middle East Policy.   [2011-11-22]. （原始内容存档于2013-01-02） （英语）.
136. ↑  . ISNA.   [2011-11-22]. （原始内容存档于2020-07-28） （波斯语）.
137. 1 2  Abrahamian 1999，第160-161頁

### 书籍
- （英文）Gasiorowski, Mark J.; Byrne, Malcolm, , Syracuse University Press, 2004, ISBN 0815630182

- （英文）Hebditch, David; Connor, Ken, , Greenhill, 2005, ISBN 1853676403

- （英文）Sylvan, David; Majeski, Stephen, , Routledge, 2009, ISBN 0415701341

- （英文）Gasiorowski, Mark J., , Cornell University Press, 1991, ISBN 0801424127

- （英文）Kinzer, Stephen, , John Wiley and Sons, 2008, ISBN 047018549X

- （英文）Zulaika, Joseba, , University of Chicago Press, 2009, ISBN 0226994163

- （英文）Abrahamian, Ervand, , Princeton University Press, 1982, ISBN 0691101345

- （英文）Combs, Jerald A.; Combs, Arthur G., , McGraw-Hill, 1997, ISBN 0075534029

- （英文）Ward, Steven R., , Georgetown University Press, 2009, ISBN 1589012585

- （英文）Kinzer, Stephen, , Times Books, 2007, ISBN 0805082409

- （英文）Hasiotis, Arthur C.; Hasiotis, Arthur C., , Dorrance Publishing, 2010, ISBN 1434906825

- （英文）Margulies, Phillip, , Infobase Publishing, 2009, ISBN 0816076111

- （英文）Iadicola, Peter; Shupe, Anson D., , Rowman & Littlefield, 2003, ISBN 0742519244

- （英文）Stewart, Dona J., , Taylor & Francis, 2008, ISBN 0415772435

- （英文）Keddie, Nikki R.; Richard, Yann, , Yale University Press, 2006, ISBN 0300121059

- （英文）Gonzalez, Nathan, , Greenwood Publishing Group, 2007, ISBN 0275997421

- （英文）Elwell-Sutton, Laurence Paul, , Lawrence and Wishart, 1955

- （英文）Lindberg, Michael; Todd, Daniel, , Greenwood Publishing Group, 2002, ISBN 0275964868

- （英文）Bayat, Mangol, , Oxford University Press, 1991, ISBN 019506822X

- （英文）Majd, Mohammad Gholi, , University Press of Florida, 2001, ISBN 0813021111

- （英文）Mackey, Sandra, , Plume Book, 1998, ISBN 0452275636

- （英文）Peretz, Don, , Greenwood Publishing Group, 1994, ISBN 0275945758

- （英文）Mackenzie, Compton,  1, Chatto & Windus, 1951

- （英文）Jackson, Ashley, , Continuum International Publishing Group, 2006, ISBN 1852854170

- （英文）Forbes, Andrew D. W., , CUP Archive, 1986, ISBN 0521255147

- （英文）Bromley, Simon, , Penn State Press, 1991, ISBN 027100746X

- （英文）Kim, Uichol; Aasen, Henriette Sinding; Ebadī, Shirin, , Fagbok for laget, 2003, ISBN 8276749224

- （英文）Gendzier, Irene L., , Columbia University Press, 2006, ISBN 0231140118

- （英文）Cottam, Richard W., , University of Pittsburgh Pre, 1979, ISBN 0822952998

- （英文）Pederson, Jay P.,  61, St. James Press, 2004, ISBN 1558625062

- （英文）Ambrose, Stephen E.; Immerman, Richard H., , Univ. Press of Mississippi, 1999, ISBN 1578062071

- （英文）Taylor, Wayne Chatfiel; Lindeman, John, , Ayer Publishing, 1976, ISBN 0405092865

- （英文）Kincheloe, Joe L., , Greenwood Publishing Group, 2004, ISBN 0275981606

- （英文）Kinzer, Stephen, , Wiley, 2003, ISBN 0471265179

- （英文）Ranelagh, John, , Simon & Schuster, 1987, ISBN 0671639943

- （英文）Olson, James Stuart, , Greenwood Publishing Group, 2000, ISBN 0313306192

- （英文）Gasiorowski, Mark J., , Cornell University Press, 1991, ISBN 0801424127

- （英文）Kaufman, Burton I.; Kaufman, Diane, , Scarecrow Press, 2009, ISBN 0810871505

- （英文）Albert, David H., , Movement for a New Society, 1980, ISBN 0865710015

- （英文）Vassiliou, M. S., , Scarecrow Press, 2009, ISBN 0810859939

- （英文）Keddie, Nikki R.; Gasiorowski, Mark J., , Yale University Press, 1990, ISBN 0300046561

- （英文）Barsamian, David; Chomsky, Noam; Abrahamian, Ervand; Mozaffari, Nahid, , City Lights Books, 2007, ISBN 0872864588

- （英文）Ambrose, Stephen E., , Simon and Schuster, 1984

- （英文）Nasr, Seyyed Vali Reza, , Norton, 2006, ISBN 0393062112

- （英文）Mackay, Sandra, , Plume Book, 1998, ISBN 0452275636

- （英文）Keddie, Nikki R., , Yale University Press, 1981, ISBN 0300026110

- （英文）American Bibliographical Center,  39, Clio Press, 2002

- （英文）Byrd, Robert C., , W.W. Norton, 2004, ISBN 0393059421

- （英文）Greenspan, Alan, , Penguin Books, 2008, ISBN 0143114166

- （英文）Tirman, John, , Free Press, 1997, ISBN 0684827263

- （英文）Little, Douglas, , I.B.Tauris, 2003, ISBN 1860648894

- （英文）Milani, Abbas, , Syracuse University Press, 2008, ISBN 0815609078

- （英文）Lenczowski, George, , Duke University Press, 1990, ISBN 0822309726

- （英文）Abrahamian, Ervand, , Cambridge University Press, 2008, ISBN 0521821398

- （英文）Abrahamian, Ervand, , University of California Press, 1999, ISBN 0520216237

- （英文）Crocker, H. W., , Regnery Publishing, 2011, ISBN 1596986298

- （英文）Kinzer, Stephen, , Times Books, 2006, ISBN 0805078614

- （英文）Farsoun, Samih K.; Mashayekhi, Mehrdad, , Routledge, 1992, ISBN 0415031427

- （英文）Talattof, Kamran, , Syracuse University Press, 2000, ISBN 0815628196

- （英文）Khomeini, Ruhollah; Algar, Hamid, , Mizan Press, 1981, ISBN 0933782039

- （英文）Abrahamian, Ervand, , University of California Press, 1993, ISBN 0520085035

- （英文）Chehabi, Houchang E., , I.B.Tauris, 1990, ISBN 1850431981

### 期刊文章
- （英文）Abrahamian, Ervand, , MERIP Reports (Middle East Research and Information Project), 1979: 3-8

- （英文）Abrahamian, Ervand, , Science & Society (Science & Society), 2001, 65

- （英文）Gasiorowski, Mark J, , International Journal of Middle East Studies (Cambridge University Press), 1987, 19 (3)  [2011-11-08], （原始内容存档于2009-06-09）

## 外部連結
- （英文）穆罕默德·摩薩台：伊朗民族主義及抵抗帝國主義的象徵Archive.today的存檔，存档日期2012-09-04
- （英文）.   [2011-11-06]. （原始内容存档于2009-06-09）.
- （英文）歷史頻道影帶，伊朗、政變及其結果（页面存档备份，存于）
- （英文）50年後—回顧美國策劃的1953年伊朗政變
- （英文）潛伏在伊朗的中央情報局（页面存档备份，存于）—紐約時報就中央情報局解密的文件作出報道
- （英文）1953年伊朗政變中央情報局秘史—《隱微》校訂版
- （英文）1953年伊朗政變中央情報局秘史（页面存档备份，存于）—美國國家安全檔案資料庫
- （英文）穆罕默德·摩薩台與1953年伊朗政變（页面存档备份，存于）—美國國家安全檔案資料庫的新書，對政變作出了重新的審視
- （英文）美伊關係、1953年伊朗政變與中東恐怖主義之根（页面存档备份，存于）—訪談《沙阿的人們：美國策劃的政變與中東恐怖主義之根》作者斯蒂芬·金策
- （英文）中央情報局史學家大衛·羅巴奇評論《沙阿的人們：美國策劃的政變與中東恐怖主義之根》（页面存档备份，存于）
- （英文）阿賈克斯行動的餘孽（页面存档备份，存于）－英國衛報網站
- （英文）巴基斯坦缺乏救援（页面存档备份，存于）－2010年8月21日